# Abraham Bosse
Abraham Bosse (1604 (?) – 1676. február 14.) a 17. század leghíresebb francia rézmetszője.

## Élete
Apja, Louis rajnai német származású kőfaragó volt. Születési időpontja bizonytalan. A clevei hercegségben született, Kranenburg közelében, a holland határnál, amely ma Németországhoz tartozik. Anyja, Marie Martinet katolikus volt, de Abraham kálvinista szellemben nevelkedett, mely egész életére mély hatással volt.
1620-ban lett tanonc Párizsban az antwerpeni születésű Melchior Tavernier műhelyében. 1633-ban házasságot kötött Catherine Sarrabat-val, egy Tours-i órásmester lányával. Ezután haláláig Párizsban élt, és Melchior Taverniernél dolgozott, akihez hosszú barátság fűzte. Amikor Tavernier az orleans-i herceg udvarának ellenőre lett, Bosse vette át az üzletét, és Tavernier halála után is tovább bérelte az örököseitől.
A Francia Királyi Festészeti és Szobrászati Akadémia (Académie royale de peinture et de sculpture) 1648-as megnyitásakor annak tanára, majd 1651-ben tiszteletbeli tagja lett. 1661-ben bocsátották el, miután összeveszett a kollégáival.

## Művei
1629-ben megismerkedett Jean de Saint-Ignyvel híres francia művésszel, aki Jacques Callot köréhez tartozott. A Jardin de la noblesse française sorozatot Bosse metszette, Saint-Igny rajzai után, mely 1629-ben jelent meg. Ez volt Bosse első jelentős megbízatása. A mű divatosan öltözékű hölgyeket és urakat mutatott be az otthonaikban.
Vallási, történelmi, földrajzi, tudományos témájú metszeteket készített és könyveket illusztrált (mint például Hobbes Leviathan című művének címlapját, Marcus Vulson de la Colombière 1639-es művének címlapját – Tavernier-vel együtt stb.). Nyomtatványai többnyire allegóriák, életképek, címlapok és öltözékek, mint például Az ember életkora (1636) és a IV. László házassága (1645).
Látásmódja és esztétikája mintaképe Észak-Európában, Hollandiában jelent meg. Bosse német, rajnai származású volt, mestere Melchior Tavernier pedig flamand. Ezért Bosse és Hollandia között mély rokonság mutatható ki, mely felfedezhető egész munkásságán. Amszterdami kollégáival azonos a tér elrendezésének módja, a fények használata, az életképek megjelenítése, különösen ami a magán- és a családi élet jeleneteit illeti. Ezzel magyarázható, hogy Bosse számos imitátorra talált Hollandiában is. Műveinek széles körű elterjedése valószínűleg az antwerpeni és az amszterdami kereskedőknek köszönhető, akik szoros kereskedelmi kapcsolatban álltak Párizzsal. Melchior Tavernier és Jean Leblond számos jövedelmező kereskedelmi csatornát épített ki az antwerpeni kereskedőkkel. Ezért nem meglepő, hogy Bosse rézmetszett életképei hatással voltak a skandináv fogyasztókra is.

## Munkássága
Az 1645-ben Párizsban kiadott könyve, a (Traité des manières de graver) a rézmetszés technikájáról forradalmat idézett elő. Girard Desargues (1591–1661), francia matematikus Traité de Perspective (1636) című műve hatására tökéletesítette a perspektíva kérdését.
Igyekezett feltárni és megérteni Perrier technikáját, aki a színes rézmetszetekkel kísérletezett, majd eredményeit 1645-ös művében foglalta össze.
A kétszínű rézmetszetek előállításához két külön nyomólapra van szükség. Egy a fekete számára, mely a fő ábrákhoz és a legerősebb árnyékolásokhoz szükséges. A fehér felület a fény megjelenítésére szolgál, ahol a papír szürkésbarna színe szolgáltatja az átmeneti színt. Ezért két külön, tökéletesen azonos méretű, nyomólemezre van szükség.
Erről így írt az említett művében:

„Néhány évvel ezelőtt Monsr. Perrier, Bourguignon, az akkori idők egyik jó festője szürke papíron, kissé barnán mutatta meg a közönségnek azokat a figurákat, amelyek körvonalai és sraffozásai feketével, a kiemelések pedig fehérrel voltak nyomtatva, mindezt monokróm színben. forma; amely nemcsak újnak, hanem olyan szépnek is bizonyult, hogy a találmányát szerettem volna kutatni. És miután végiggondoltam és elmélkedtem rajta, úgy tűnt számomra, hogy két azonos méretű nyomólapot kell pontosan egymáshoz igazítva. Az egyikre teljesen gravírozhatja, amit akar, majd feketével nyomtathatja kártyára vagy nagy papírra, ahogy fentebb mondtam, hogy kinyomtassa a színeket [azaz a 72–73. oldal, ahol Bosse a színes ábrák metszését magyarázza a rézkarc és a szedés kombinációja által]. És a másik lemezt lelakkozva (…), és a lakkozott oldalával arra a helyre és lenyomatba helyezve, amelyet a gravírozott lemez az említett kártyára vagy papírra történő nyomtatással készített, majd nyomatként a görgők között átvezette, az említett nyomat ellenellenállóvá válik az említett lakkozott táblán. Utána rá kell vésni a kiemeléseket, és maratással nagyon mélyre kell vinni őket; ugyanezt vésővel még jobban meg lehet csinálni.”

– Bosse i. m. 74–75. o.